# 1-ше Туркменево
1-ше Туркме́нево (рос. 1-е Туркменево, башк. 1-се Төрөкмән) — село (колишній присілок) у складі Баймацького району Башкортостану, Росія. Адміністративний центр Мукасовської сільської ради.
Населення — 1043 особи (2010; 1190 в 2002).
Національний склад:
- башкири — 99%